# Jannah Sonnenschein
Jannah Sonnenschein (nascida em 24 de abril de 1996) é uma nadadora moçambicana. Competiu no evento feminino de 100 metros borboleta nos Jogos Olímpicos de 2016.

## Biografia
Sonnenschein nasceu na cidade holandesa de Kerkrade e mudou-se pouco depois do seu nascimento com a família para Moçambique, onde passaram boa parte de suas vidas. Ela se formou na New Mexico State University. Desde jovem, Sonnenschein treinou no clube de natação Golfinhos de Maputo e alcançou bons resultados desde o início.
Desde 2012, Sonnenschein mora em Eindhoven para treinar com a associação Eiffel Swimmers PSV. Durante 2014, Sonnenschein competiu nos Jogos da Commonwealth de 2014 na Escócia. Em 2014 foi pela primeira vez a competir nos Jogos Olímpicos da Juventude de 2014 em Nanjing, onde foi porta-bandeira da delegação moçambicana. Chegou à final dos 100m borboleta com o tempo de 1:03:50 minutos, atingindo um novo recorde nacional moçambicano. Ela também foi a única nadadora moçambicana a se qualificar para os Jogos Olímpicos de Verão da Juventude.
Sonnenschein se classificou bem para os Jogos Olímpicos de 2016 no Rio de Janeiro e fez parte da delegação de seis atletas de Moçambique. Nos 100m borboleta participou da fase preliminar com o tempo de 1:04,21 min com o 38º (de 45) lugar.